# Clethra concordia
Clethra concordia är en tvåhjärtbladig växtart som beskrevs av D.A.Neill, H.Beltrán och Quizhpe. Clethra concordia ingår i släktet Clethra och familjen Clethraceae. Inga underarter finns listade i Catalogue of Life.